# Jared Kushner
Jared Corey Kushner, född 10 januari 1981 i Livingston i New Jersey, är en amerikansk affärsman, företagsledare, advokat, civilekonom och politisk rådgivare.
Han var chefsrådgivare till USA:s president Donald Trump 2017–2021, tillsammans med Stephen Miller. Han var en av nyckelpersonerna i Trumps presidentvalskampanj 2016, med särskilt ansvar för kampanjen på sociala medier. Han är gift med Ivanka Trump sedan 2009.

## Biografi

### Tidigt liv
Kushner föddes i Livingston i New Jersey. Han växte upp tillsammans med sina föräldrar Charles Kushner (1954–) och Seryl Kushner (född Stadtmauer) och sina tre syskon Joshua, Nicole och Dara. Han fick en religiös uppväxt och bekänner sig till judendomen. Hans farföräldrar Joseph Kushner (1922–1985) och Reichel "Rae" Kushner (1923–2004) emigrerade till USA från Navahrudak, Belarus, år 1949, efter att ha överlevt Förintelsen.

### Utbildning
Kushner är utbildad jurist, civilekonom och statsvetare. Han påbörjade sina akademiska studier 2003 vid Harvard University. År 2003 avlade han kandidatexamen (B.A.) i statsvetenskap vid Harvard. Han studerade sociologi som biämne. Han fortsatte därefter sina studier vid New York University, där han studerade juridik och ekonomi. År 2007 avlade han både en juristexamen (J.D.) och en masterexamen i företagsekonomi (M.B.A.) (närmast motsvarande en svensk civilekonomexamen). Under studierna i New York praktiserade han hos Manhattans distriktåklagare Robert Morgenthau och hos advokatbyrån Paul, Weiss, Rifkind, Wharton & Garrison LLP.

### Familj
Den 25 oktober 2009 gifte sig Kushner med Ivanka Trump, dotter till Donald Trump. De träffade varandra via gemensamma vänner. Paret har tre barn, födda 2011, 2013 och 2016.

## Affärskarriär
Parallellt med studierna på juristprogrammet och i ekonomi tog Kushner 2005 över ledningen av och rollen som verkställande direktör (vd) för familjeföretaget och fastighetsbolaget Kushner Companies. Detta efter att hans far Charles hamnat i fängelse (där han satt 2005–2006) för illegala partidonationer till demokraterna.
I juli 2006 köpte Kushner Companies upp tidningen New York Observer för cirka 10 miljoner dollar. Vid årsskiftet 2006 och 2007 köpte Kushner fastigheten och kontorsbyggnaden 666 Fifth Avenue i New York för 1,8 miljarder dollar. Detta var den dittills största kontorsbyggnadsaffären någonsin på Manhattan. Kushner är också delägare i den berömda Times Square Building. Tillsammans med sin bror Joshua och affärsmannen Ryan Williams, grundade han teknikbolaget Cadre inom fastighetssektorn 2014.
Kushner rankades på plats 25 på Fortunes lista "40 under 40" över de 40 mest inflytelserika affärspersonerna under 40 år i USA 2015.

## Politisk karriär

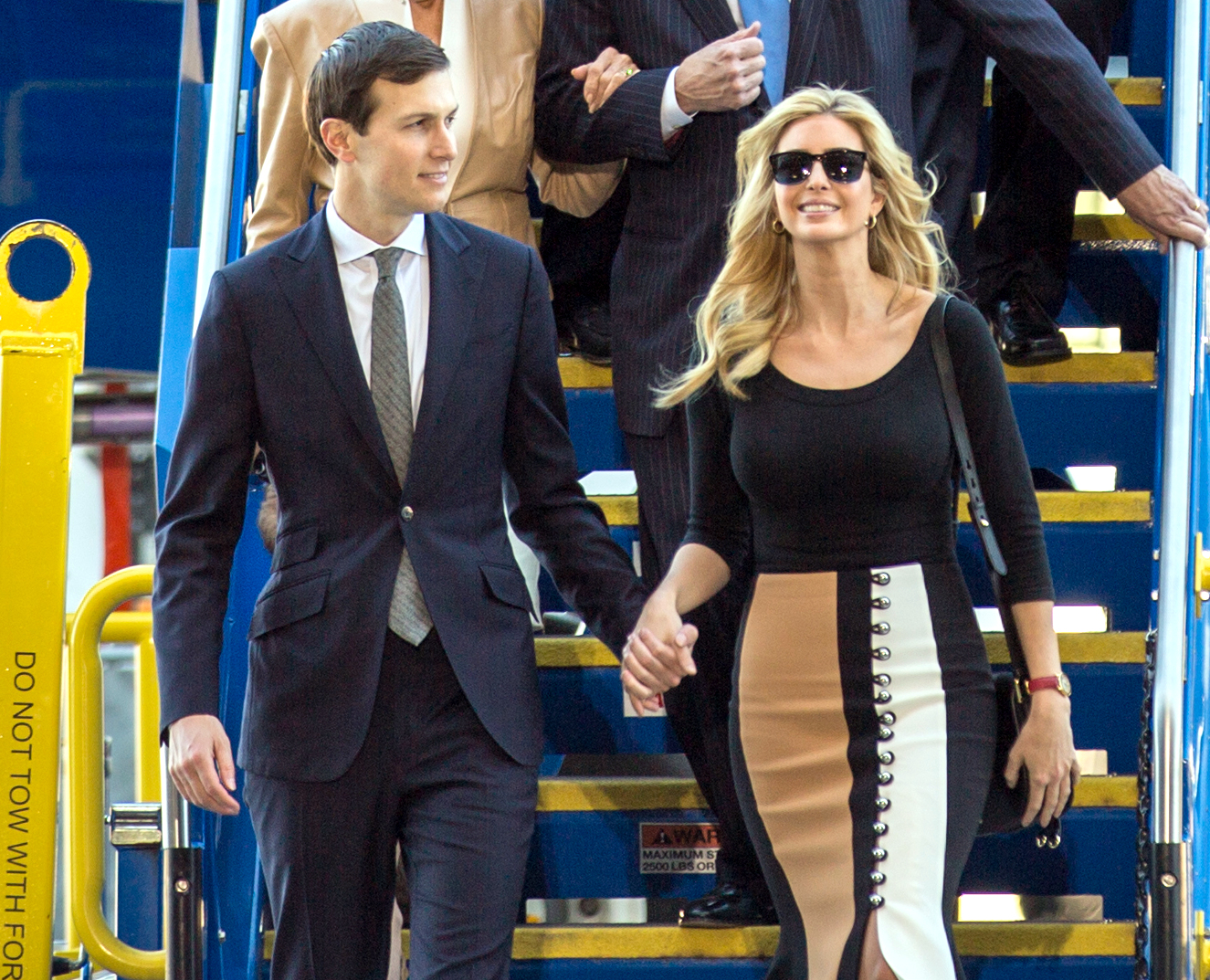
Kushner och Ivanka Trump i februari 2017.

### Presidentkampanjen 2016
Under den republikanska kandidaten Donald Trumps valkampanj i presidentvalet 2016 tillhörde Kushner den inre kretsen av rådgivare. Detta både under primärvalssäsongen bland de andra republikanska kandidaterna och under det slutliga presidentvalet mot demokraternas kandidat Hillary Clinton. Trumps kandidatur innebar en ideologisk omvändning för Kushner, som ett par år tidigare hade sympatiserat med demokraterna.
Under presidentkampanjen var Kushner bland annat arkitekten bakom Trumps framgångsrika kampanj på sociala medier och mediestrategi med användande av framför allt Twitter. Trump vann presidentvalet den 8 november 2016. I en intervju med Forbes i november 2016 berömde företagsledaren Eric Schmidt Kushners insatser under kampanjen. Schmidt menade att "Jared Kushner is the biggest surprise of the 2016 election. Best I can tell, he actually ran the campaign and did it with essentially no resources."

### Trumpadministrationen
Den 9 januari 2017 meddelade Trump att han valt Kushner, tillsammans med Stephen Miller, som sina två Senior Advisors (seniorrådgivare) i sitt kabinett. Kushner svors in till ämbetet den 22 januari 2017. I mars 2017 tilldelades Kushner även rollen att leda det nya "White House Office of American Innovation".
Den 7 april 2017 beordrade president Trump en missilattack på en syrisk flygbas i Shayrat. Missilattacken var ett svar på Bashar al-Assads användning av kemiska vapen den 4 april i Syriska inbördeskriget. Kushner ska ha varit drivande i Trumps beslut och vann kampen om presidentens gunst mot Vita husets chefsstrateg och rådgivare Steve Bannon som sägs ha varit emot missilattacken. Kushner var en viktig aktör i förhandlingarna kring det vapenavtal med Saudiarabien värt 110 miljarder dollar, det största vapenavtalet någonsin, som president Trump skrev under i samband med sitt besök i Saudiarabien den 21 maj 2017. Den 24 augusti 2017 reste Kushner till Israel för att för möta Israels premiärminister Benjamin Netanyahu. Han hade även möten med den palestinska ledaren Mahmoud Abbas.
Kushner utsågs av Trump att medla mellan parterna till det som senare skulle bli Abraham-avtalen. För sina insatser nominerades Kushner till Nobels fredspris.
Kushner och Ivanka Trump deltog som några av representanterna för Trumpadministrationen när USA:s ambassad i Jerusalem invigdes den 14 maj 2018, efter att Donald Trump beslutat att flytta ambassaden dit från Tel Aviv.

## Bildgalleri

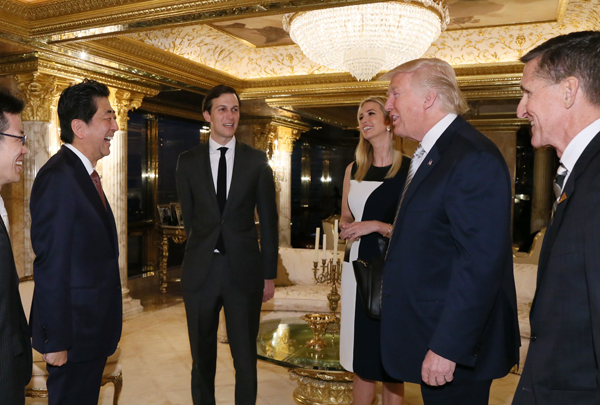
Jared Kushner vid ett möte mellan Donald Trump och Shinzo Abe i november 2016.
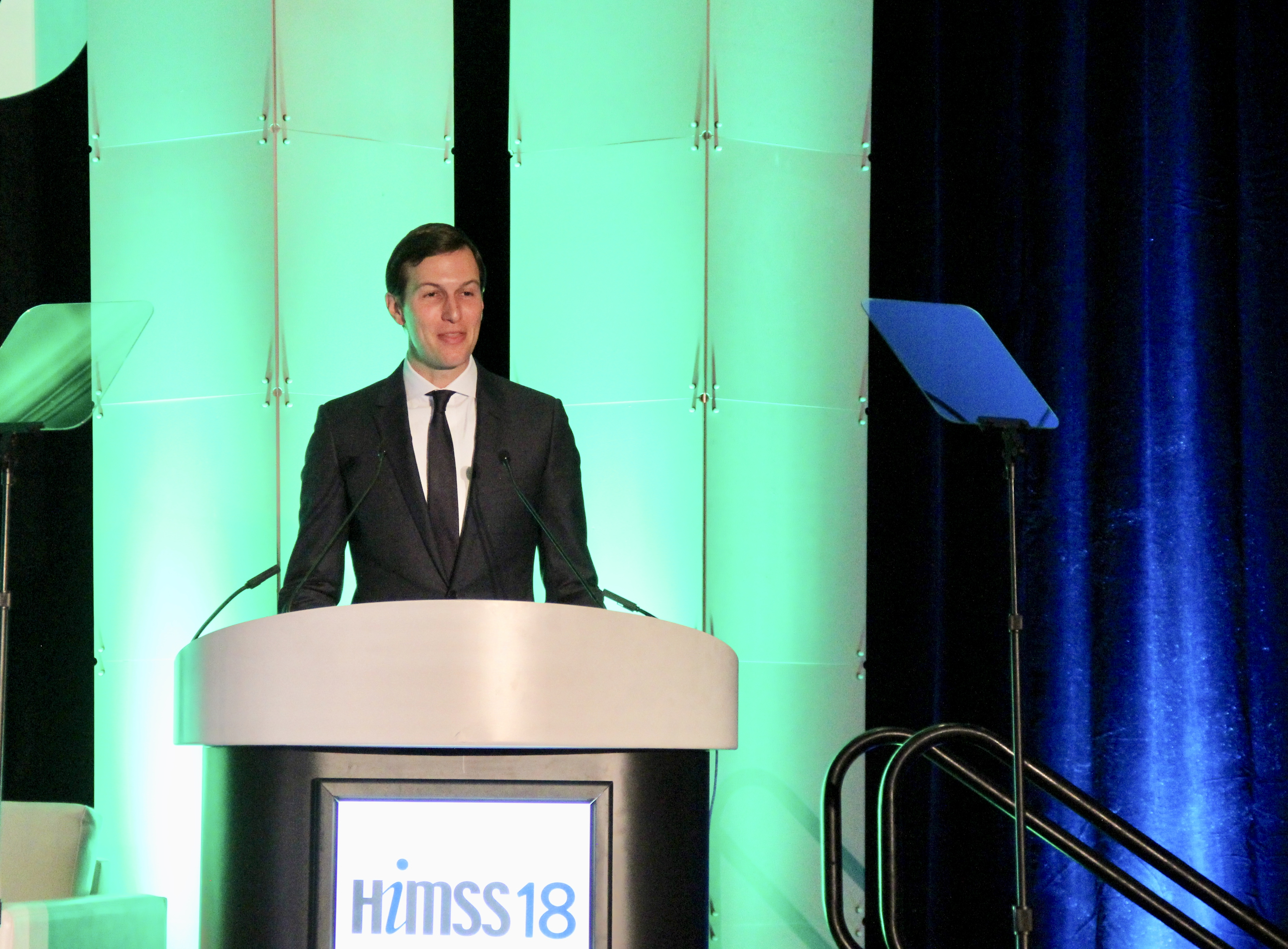
Jared Kushner håller ett tal i Las Vegas i mars 2018.
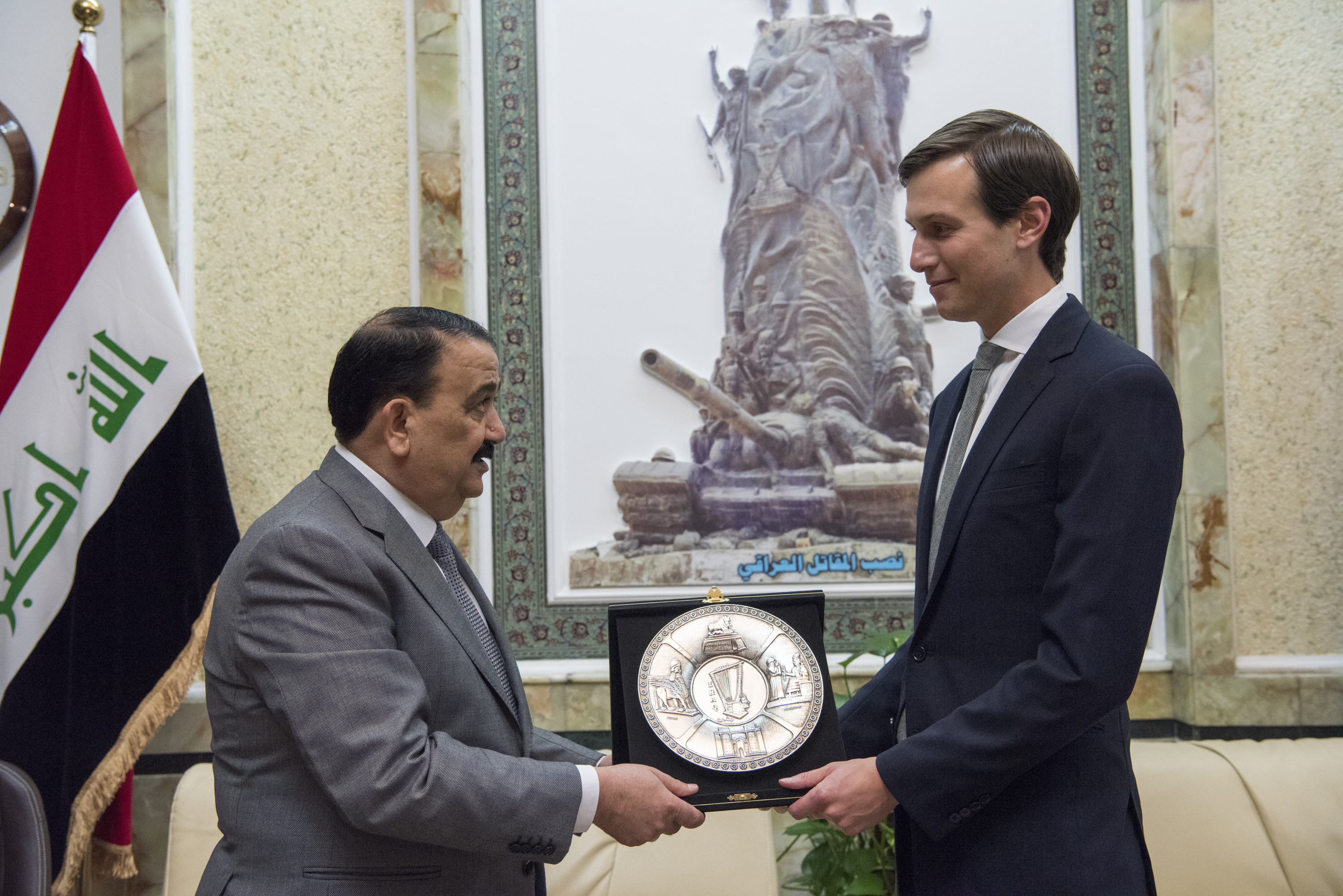
Jared Kushner och den irakiske försvarsministern Erfan al-Hiyali i Bagdad 2017.
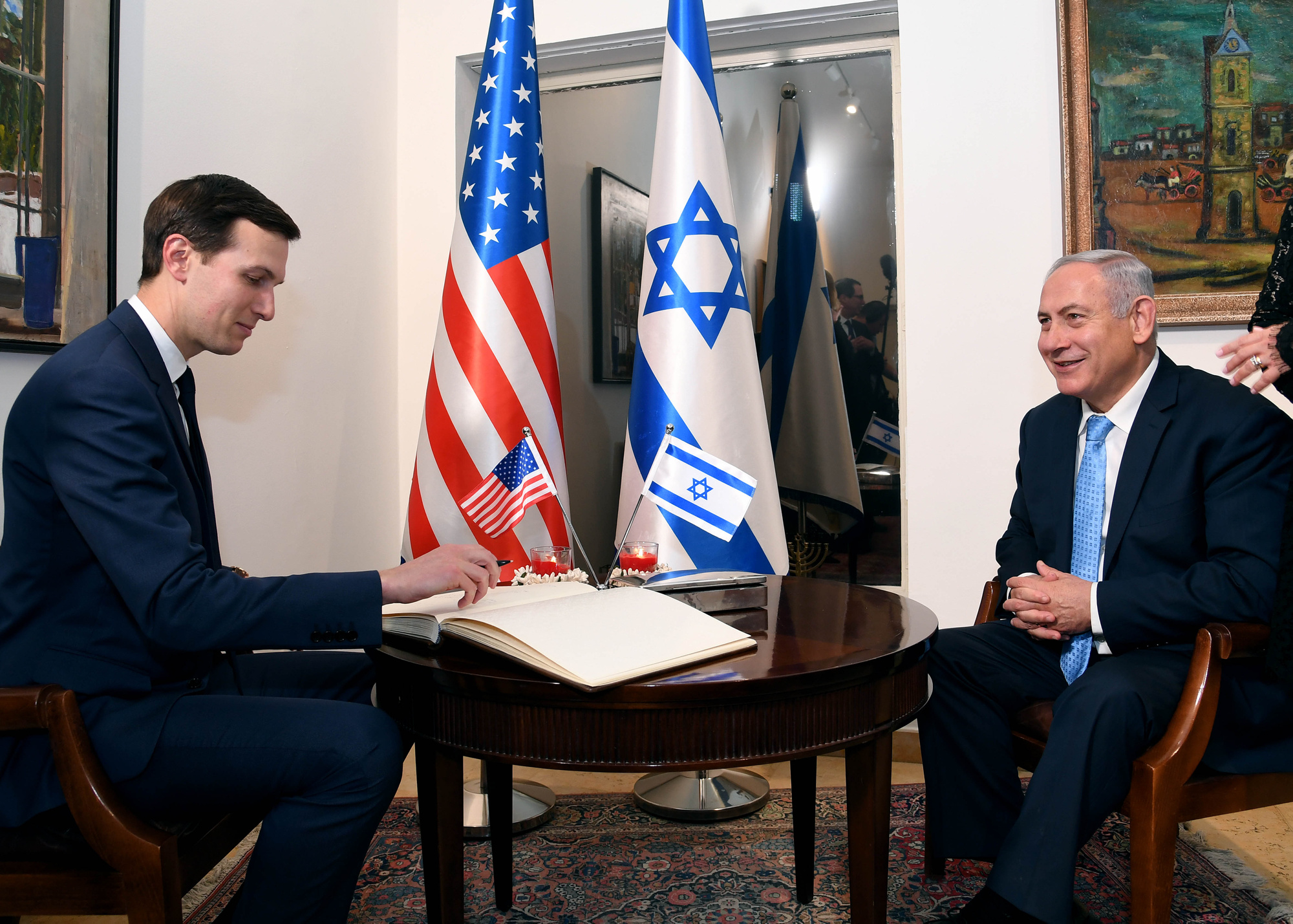
Jared Kushner och Benjamin Netanyahu inför invigningen av USA:s ambassad i Jerusalem, 2018.